# Something's Missing
Something's Missing è un singolo del gruppo musicale australiano Sheppard, pubblicato il 27 giugno 2014 come secondo estratto dal primo album in studio Bombs Away.

## Successo commerciale
Il singolo ha ottenuto successo in Australia.